# Leslie Lynch King sr.

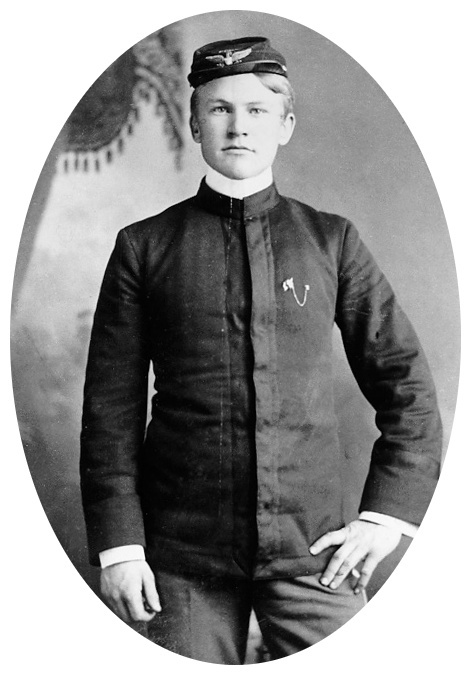
Leslie Lynch King sr. omstreeks 1900.

Leslie Lynch King sr. (Chadron (Nebraska) 25 juli 1884 - Tucson, 18 februari 1941) was de natuurlijke vader van de 38ste president van de Verenigde Staten, Gerald Ford, die aanvankelijk Leslie Lynch King jr. heette. King sr. was de zoon van de zakenman en bankier Charles Henry King (1853-1930) en Martha Alicia Porter.

## Scheiding
Leslie Lynch King sr. was actief als wolhandelaar, waarschijnlijk in dienst bij zijn vader. In 1912 huwde hij met Dorothy Ayer Gardner (1892-1967), de vriendin van zijn zuster. Ze gingen inwonen bij zijn ouders in Omaha (Nebraska). Daar werd in juli 1913 hun zoon Leslie Lynch King jr. (Gerald Ford) geboren. King sr. had alcoholproblemen en na enkele bedreigingen ging het paar uit elkaar, 16 dagen na de geboorte van hun zoon. Eerst woonde zij bij haar zuster en later bij haar ouders Levi Addison Gardner en Adele Augusta Ayer in Grand Rapids. Eind 1913 werd de echtscheiding uitgesproken, King sr. weigerde zijn bijdrage te betalen. In zijn plaats betaalde zijn vader Charles, tot kort voor zijn overlijden in 1930.

## Tweede huwelijk
In 1919 huwde Leslie Lynch King voor de tweede maal, samen met Margaret Atwood had hij drie kinderen. Zijn eerste echtgenote Dorothy Ayer Gardner huwde in 1917 met de zakenman Gerald Rudolff Ford (1890-1962) en zij kregen drie kinderen. In 1935 nam de voormalige president Gerald Ford de naam aan van zijn stiefvader, uit respect voor zijn stiefvader, zoals hij later verklaarde.